# August Nebelthau (Politiker, 1871)
August Georg Nebelthau (* 6. Februar 1871 in Bremen; † 17. März 1924 ebenda) war ein deutscher Politiker.

## Leben
August Nebelthau war der Sohn des gleichnamigen Politikers August Nebelthau. Friedrich Nebelthau und Johann Eberhard Nebelthau waren seine Brüder.
Nach dem Abitur wurde er mit 24 Jahren Teilhaber des von seinem Vater geleiteten Unternehmens Gebrüder Kulenkampff, was er bis zu seinem Tode blieb. Von 1909 bis 1922 gehörte er dem Plenum der Handelskammer Bremen an und war 1920 deren Präsident.
Ab 1905 war er Mitglied der Bremischen Bürgerschaft und von 1916 bis 1920 war er dort Rechnungsführer der Finanzdeputation.
Von 1909 bis 1924 war er Vorsitzer der Deutschen Gesellschaft zur Rettung Schiffbrüchiger. Ein Rettungsboot wurde nach ihm benannt.